# Trung tâm hội nghị và triển lãm Indonesia

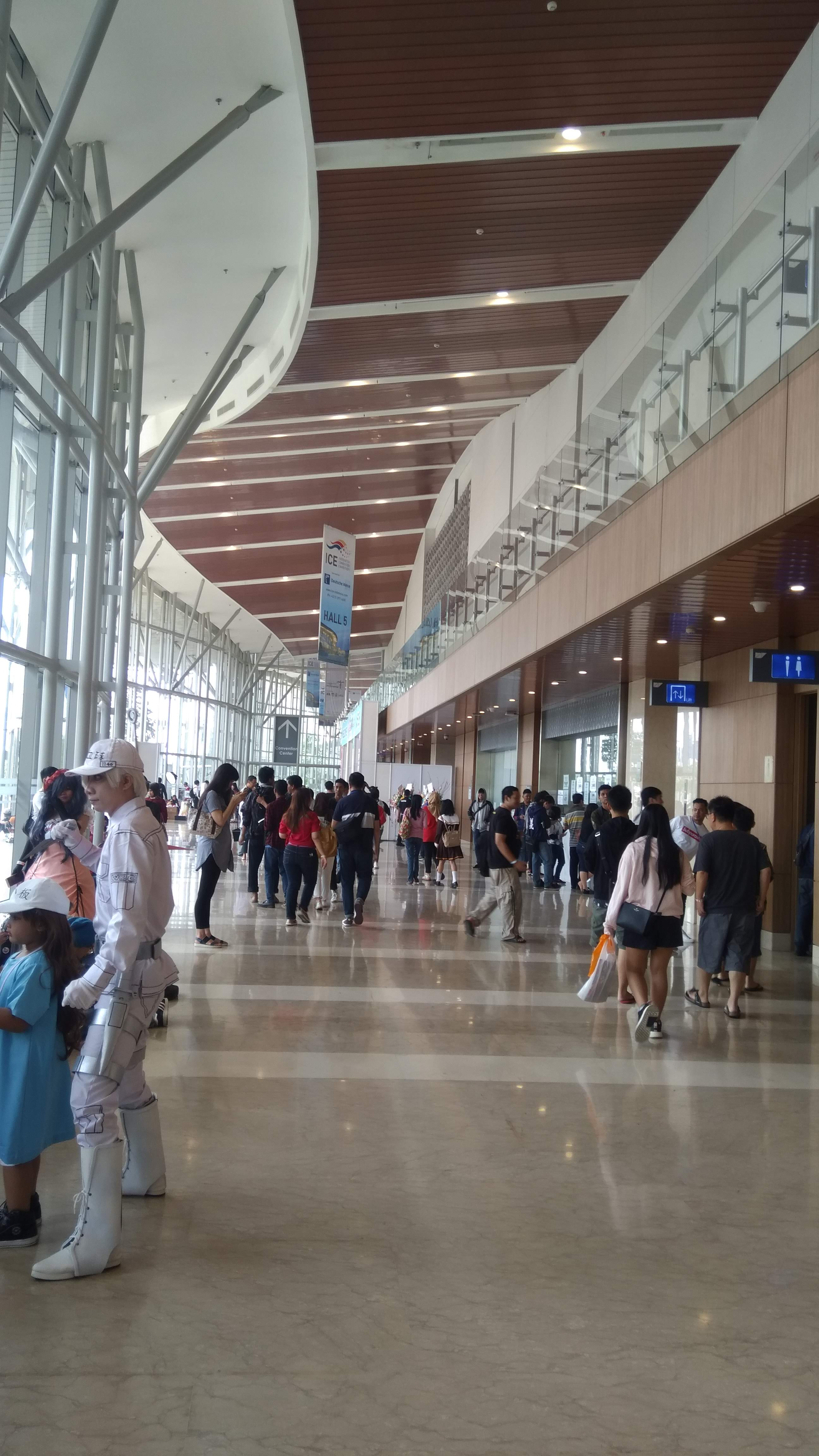
Bên trong Trung tâm hội nghị và triển lãm Indonesia

Trung tâm hội nghị và triển lãm Indonesia (ICE) là một trung tâm hội nghị và triển lãm nằm ở BSD City, Pagedangan, Huyện Tangerang, Banten, Indonesia. Trung tâm hội nghị và triển lãm Indonesia được khánh thành vào tháng 8 năm 2015. Đây là trung tâm hội nghị và triển lãm lớn nhất ở Indonesia.
Khu phức hợp có tổng diện tích khoảng 220.000 m2, bao gồm 10 phòng triển lãm với tổng diện tích 50.000 m2, không gian triển lãm ngoài trời có diện tích 50.000 m2, 33 phòng họp, một hội trường có diện tích 4.000 m2 và một tiền sảnh có diện tích 12.000 m2. Các hội trường được sử dụng để tổ chức triển lãm, triển lãm thương mại, hội nghị và các sự kiện khác. Trong khu phức hợp ICE có một khách sạn bốn sao để tạo điều kiện thuận lợi về chỗ ở cho những người tham dự các sự kiện khác nhau tại đây.